# Little Grass Valley (Californie)
Little Grass Valley est une census-designated place du comté de Plumas, dans l'État de Californie, aux États-Unis,. En 2020, elle compte une population de 24 habitants.